# Bankim Chandra Chattopadhyay
Bankim Chandra Chatterjee (Chattopadhyay) (n. 27 iunie 1838 - d. 8 aprilie 1894) (în limba bengaleză: বঙ্কিম চন্দ্র চট্টোপাধ্যায় Bôngkim Chôndro Chôțțopaddhae) a fost un scriitor indian.
A militat pentru crearea literaturii naționale.
A fost considerat părintele romanului bengalez.

## Opera
- 1864: Fiica comandantului fotăreței ("Durgeśnandinī");
- 1882: Lăcașul bucuriei ("Ānanda math");
- Mamă, te salut! ("Bande mataram"), poem al cărui text a fost o perioadă imnul național al Indiei.